# Alfa Romeo 15-20 HP
Der Alfa Romeo 15-20 HP, zuvor A.L.F.A. 15-20 HP, war ein Pkw von Alfa Romeo, zuvor von der Vorgängerin Società Anonima Lombarda Fabbrica Automobili.

## Beschreibung
Das Unternehmen brachte dieses Mittelklassemodell 1914 als Nachfolger des 15 HP als kleinstes Modell auf den Markt. Konstrukteur war Giuseppe Merosi. Ein Vierzylinder-Reihenmotor mit 80 mm Bohrung, 120 mm Hub und 2413 cm³ Hubraum leistete 20,6 kW (28 PS) bei 2400 1/min. Er war vorne im Fahrzeug montiert und trieb die Hinterachse an. Das Getriebe hatte drei Gänge. Der Tankinhalt betrug 65 Liter. Der Radstand betrug wie beim Vorgängermodell 292 cm. Die Spurweite war dagegen um 5 cm auf 135 cm erhöht worden. Zur Wahl standen Tourenwagen und Limousine. Das Leergewicht war mit 920 kg für den Tourenwagen angegeben. Die Höchstgeschwindigkeit betrug 100 km/h. Das Fahrgestell kostete bis 1915 9.500 Lire, 1920 24.000 Lire.
1915 wurde die Produktion kriegsbedingt unterbrochen und 1919 erneut aufgenommen. Am 23. November 1919 änderte sich der Markenname von A.L.F.A. auf Alfa Romeo. 1920 endete die Produktion.
Zwischen 1910 und 1915 wurden von den beiden Vorgängern 12 HP und 15 HP sowie dem 15-20 HP zusammen 330 Fahrzeuge hergestellt. Zahlen für den Zeitraum nach 1915 liegen nicht vor.
Erst 1923 brachte Alfa Romeo mit dem RM ein Fahrzeug vergleichbarer Größe und Leistung auf den Markt.

## Produktionszahlen Alfa Romeo 15-20 HP
Gesamtproduktion Alfa Romeo 15-20 HP insgesamt 180 Fahrzeuge
| Jahr                | 1913 | 1914 | 1915 |  | 1920 | Summe |
| ------------------- | ---- | ---- | ---- |  | ---- | ----- |
| Alfa Romeo 15-20 HP | 100  | 50   | 20   |  | 10   | 180   |